# عنبر سعيد
عنبر سعيد (مواليد 1959)، لاعب كرة قدم كويتي سابق في مركز الهجوم وهو الهداف التاريخي التاسع للدوري الكويتي وأحد أساطير الكرة الكويتية، لعب في نادي العربي الكويتي، كما شارك مع منتخب الكويت لكرة القدم في عدة بطولات إقليمية وعالمية، تميز في فترة وجوده في الملاعب بالأهداف التي يسجلها برأسه وسرعته، كما كانت له بعض الأهداف بضربات خلفية، وسبق له أن احترف خارج الكويت كأول لاعب كويتي محترف في نادي الاهلي العماني إبان فترة الغزو العراقي للكويت.